# Tonya Evinger
Tonya Evinger (Odessa, 4 de junho de 1981) é uma lutadora norte americana de artes marciais mistas. Ela já competiu no EliteXC e no Raging Wolf, e agora luta pelo Invicta Fighting Championships. Evinger é a atual campeã peso-galo do Invicta.
Evinger é atualmente a #9 no ranking peso-galo-feminino no MMA mundial de acordo com o Unified Women's MMA Rankings, e #11 de acordo com o Fight Matrix.

## Início de vida
Os irmãos mais novos de Evinger, Chris e Owen Evinger, são também lutadores profissionais de MMA. Ela lutou wrestling na Missouri Valley College, em Marshall, Missouri.

## Carreira no MMA

### Início de carreira
Evinger enfrentou Jennifer Tate, no IFC: Warriors Challenge 21, em 3 de junho de 2006, e perdeu, sendo finalizada com um triângulo no segundo round. O combate foi a primeira luta feminina sancionada pela Comissão Atlética do Estado da Califórnia.
Ela enfrentou Brittany Pullen, no FFF 1: Asian Invasion, em 17 de fevereiro de 2007. Ela venceu a luta por nocaute aos 16 segundos do primeiro round.
Evinger enfrentou Shonie Plagman, no X-1: Extreme Fighting 2, em 17 de março de 2007. Ela venceu a luta por nocaute aos 10 segundos do segundo round.
Ela enfrentou Ginele Marquez, no Tuff-N-Uff 2, em 14 de abril de 2007. Ela venceu a luta por finalização (mata-leão) no terceiro round.
Evinger enfrentou Vanessa Porto, no FFF 2: Girls Night Out, em 14 de julho de 2007. Ela perdeu a luta por finalização (chave de braço) no primeiro round.

### EliteXC
Evinger estreou no Elite XC contra Gina Carano, no EliteXC: Uprising, em 15 de setembro de 2007. Ela perdeu a luta sendo finalizada com um mata-leão no primeiro round.
Ela enfrentou Julie Kedzie, no ShoXC: Elite Challenger Series, em 25 de janeiro de 2007. Ela venceu a luta por finalização (mata-leão) no primeiro round.

### Pós-EliteXC
Evinger enfrentou Alexis Davis, no Raging Wolf 7: Mayhem In The Mist 3, em 08 de maio de 2010, pelo Cinturão Peso-Mosca-Feminino do Raging Wolf. Ela perdeu a luta por finalização (mata-leão) no terceiro round.
Evinger enfrentou Adrienna Jenkins, na disputa pela desafiante número um da categoria, no Raging Wolf 8: Cage Supremacy, em 17 de julho de 2010. Ela venceu a luta por TKO no segundo round.
Em 6 de novembro de 2010, Evinger fez a revanche contra Alexis Davis, no Raging Wolf 10. Ela foi derrotada por finalização (mata-leão) no primeiro round.
Evinger enfrentou Sara McMann, no Titan Fighting Championships 19, em 29 de julho de 2011, em Kansas City, Kansas. Elas fizeram a luta co-principal. Evinger foi derrotada por decisão unânime.
Em 23 de setembro de 2011, Evinger foi chamada em cima da hora para enfrentar Anita Rodriguez, no XFL: Rumble on the River 5, em Tulsa, Oklahoma. Derrotou Rodriguez por finalização (mata-leão) em um round.
Evinger derrotou Lacie Jackson por nocaute no primeiro round, no Fight Me MMA, em 13 de abril de 2012.
Em 10 de novembro de 2012, Evinger voltou para o peso-mosca e enfrentou Carina Damm, no Fight MMA Hard. Ela derrotou Damm por decisão dividida.

### The Ultimate Fighter
Em agosto de 2013, foi anunciado que Evinger fora uma das lutadoras selecionadas para participar do The Ultimate Fighter: Team Rousey vs. Team Tate. Na luta de eliminação para entrar na casa do TUF, Evinger enfrentou Raquel Pennington, e foi finalizada com uma guilhotina no segundo round.

### Invicta Fighting Championships
Em 7 de dezembro de 2013, Evinger enfrentou Sarah D'Alelio, no Invicta Fighting Championships 7. Ela ganhou a luta por decisão unânime.
Ela se mudou para Houston, Texas, se juntou à equipe Gracie Barra Champions e à 4 oz Fight Club, treinando Boxe e Kickboxing com Aaron Pena (GBC), e MMA com Jeremy Mahon (4oz). Evinger lutou em seguida contra Ediane Gomes, no Invicta Fighting Championships 8, em 6 de setembro de 2014. Ela venceu a luta por finalização no primeiro round.
Em seguida, Evinger lutou contra Cindy Dandois, no Invicta Fighting Championships 10, em 5 de dezembro de 2014. Ela venceu a luta por finalização no segundo round, tornando-se a principal candidata para lutar pelo cinturão peso-galo vago do Invicta FC.
Evinger lutou contra Irene Aldana, pelo cinturão peso-galo vago do Invicta FC, no Invicta Fighting Championships 13, em 9 de julho de 2015. Ela dominou toda a luta, quase terminando a luta antes com uma chave de braço. Evinger nocauteou Aldana no 4° round por TKO (socos), ganhando o cinturão peso-galo do Invicta FC.
Evinger, a seguir, lutou contra a promessa invicta, Pannie Kianzad. Esta seria originalmente a defesa do título, mas Evinger e Kianzad foram incapazes de bater o peso — ambas foram multadas, tendo retirada uma porcentagem de sua bolsa da luta, e o combate foi alterado para uma luta de cinco rounds que não valeria o cinturão. Evinger acabou despachando Kianzad no 2° round por TKO (socos).
Na próxima, Evinger lutou contra Colleen Schneider, no Invicta Fighting Championships 17, em 7 de maio de 2016. Evinger defendeu seu cinturão peso-galo com sucesso, por decisão unânime. Após a luta, Evinger comemorou sua vitória beijando na boca da repórter Laura Sanko.
Evinger perderia seu cinturão em uma derrota controversa para a estreante russa, Yana Kunitskaya, por finalização (chave de braço) no primeiro round, em 18 de novembro de 2016. A derrota foi controversa porque o árbitro disse-lhe para sair de uma posição legal que levou-a diretamente para a finalização. Evinger reivindicou a derrota, e em 1 de dezembro de 2016, ela foi mudada para No Contest, assim, Evinger manteve seu cinturão.

## Campeonatos e realizações
- Invicta Fighting Championships
  - Campeã Peso Galo do Invicta FC (Uma vez)

## Cartel no MMA
| Cartel no MMA   |             |            |
| 28 lutas        | 19 vitórias | 8 derrotas |
| Por nocaute     | 8           | 2          |
| Por finalização | 7           | 4          |
| Por decisão     | 4           | 2          |
| No contest      | 1           | 1          |

| Res.    | Cartel   | Oponente          | Método                       | Evento                                   | Data       | Round | Tempo | Local                           | Notas |
| ------- | -------- | ----------------- | ---------------------------- | ---------------------------------------- | ---------- | ----- | ----- | ------------------------------- | --- |
| Derrota | 19-8 (1) | Lina Länsberg     | Decisão (unânime)            | UFC Fight Night: Gustafsson vs. Smith    | 01/06/2019 | 3     | 5:00  | Estocolmo                       | |
| Derrota | 19-7 (1) | Aspen Ladd        | Nocaute Técnico (socos)      | UFC 229: Khabib vs. McGregor             | 06/10/2018 | 3     | 3:26  | Las Vegas, Nevada               | |
| Derrota | 19-6 (1) | Cristiane Justino | Nocaute Técnico (joelhadas)  | UFC 214: Cormier vs. Jones II            | 29/07/2017 | 3     | 1:56  | Anaheim, California             | Pelo Cinturão Peso Pena Feminino Vago do UFC. |
| Vitória | 19-5 (1) | Yana Kunitskaya   | Finalização (mata leão)      | Invicta FC 22: Evinger vs. Kunitskaya II | 25/03/2017 | 2     | 4:32  | Kansas City, Missouri           | Defendeu o Cinturão Peso Galo do Invicta FC. |
| NC      | 18-5 (1) | Yana Kunitskaya   | Sem Resultado                | Invicta FC 20: Evinger vs. Kunitskaya    | 18/11/2016 | 1     | 1:59  | Kansas City, Missouri           | Originalmente derrota por finalização, mudado para No Contest por conta do apelo de Tonya Evinger para a Comissão Atlética de Missouri. Manteve o Cinturão Peso Galo do Invicta FC. |
| Vitória | 18-5     | Colleen Schneider | Decisão (unânime)            | Invicta FC 17: Evinger vs. Schneider     | 07/05/2016 | 5     | 5:00  | Costa Mesa, Califórnia          | Defendeu o Cinturão Peso Galo do Invicta FC. |
| Vitória | 17-5     | Pannie Kianzad    | Nocaute Técnico (socos)      | Invicta FC 14: Evinger vs. Kianzad       | 12/09/2015 | 2     | 3:34  | Kansas City, Missouri           | Peso Casado (136,7 lbs); Kianzad não bateu o peso; Luta não-válida pelo título. |
| Vitória | 16-5     | Irene Aldana      | Nocaute Técnico (socos)      | Invicta FC 13: Cyborg vs. Van Duin       | 09/07/2015 | 4     | 4:38  | Las Vegas, Nevada               | Ganhou o Cinturão Peso Galo do Invicta FC. |
| Vitória | 15-5     | Cindy Dandois     | Finalização (chave de braço) | Invicta FC 10: Waterson vs. Tiburcio     | 05/12/2014 | 2     | 1:23  | Houston, Texas                  | |
| Vitória | 14-5     | Ediane Gomes      | Finalização (chave de braço) | Invicta FC 8: Waterson vs. Tamada        | 06/09/2014 | 1     | 3:31  | Kansas City, Missouri           | |
| Vitória | 13-5     | Sarah D'Alelio    | Decisão (unânime)            | Invicta FC 7: Honchak vs. Smith          | 07/12/2013 | 3     | 5:00  | Kansas City, Missouri           | |
| Vitória | 12-5     | Carina Damm       | Decisão (dividida)           | Fight Hard MMA                           | 10/11/2012 | 3     | 5:00  | St. Charles, Missouri           | Voltou para o peso-mosca. |
| Vitória | 11-5     | Lacie Jackson     | Nocaute (soco)               | Fight Me MMA                             | 13/04/2012 | 1     | 1:47  | St. Charles, Missouri           | |
| Vitória | 10-5     | Anita Rodriguez   | Finalização (mata leão)      | XFL: Rumble on the River 5               | 23/09/2011 | 1     | 1:57  | Tulsa, Oklahoma                 | |
| Derrota | 9-5      | Sara McMann       | Decisão (unânime)            | Titan FC 19: Krause vs. French           | 29/07/2011 | 3     | 5:00  | Kansas City, Kansas             | |
| Derrota | 9-4      | Alexis Davis      | Finalização (mata leão)      | RW 10: Mayhem in the Mist 5              | 06/10/2010 | 1     | 1:25  | Niagara Falls, Nova Iorque      | Pelo Cinturão Peso-Mosca Feminino do Raging Wolf. |
| Vitória | 9-3      | Adrienna Jenkins  | Nocaute Técnico (socos)      | RW 8: Cage Supremacy                     | 17/07/2010 | 2     | 3:16  | Salamanca, Nova Iorque          | |
| Derrota | 8-3      | Alexis Davis      | Finalização (mata leão)      | RW 7: Mayhem in the Mist 3               | 08/05/2010 | 3     | 1:47  | Niagara Falls, Nova Iorque      | Pelo Cinturão Peso-Mosca Feminino do Raging Wolf. |
| Vitória | 8-2      | Sarah Schneider   | Decisão (unânime)            | True Fight Fans                          | 06/06/2008 | 3     | 5:00  | Missouri                        | |
| Vitória | 7-2      | Julie Kedzie      | Finalização (mata leão)      | ShoXC: Elite Challenger Series           | 25/01/2008 | 1     | 1:43  | Atlantic City, New Jersey       | |
| Vitória | 6-2      | Katrine Alendal   | Finalização (chave de braço) | PFP: Ring of Fire                        | 09/12/2007 | 1     | N/A   | Manila                          | |
| Derrota | 5-2      | Gina Carano       | Finalização (mata leão)      | EliteXC: Uprising                        | 15/09/2007 | 1     | 2:53  | Honolulu, Havaí                 | |
| Derrota | 5-1      | Vanessa Porto     | Finalização (chave de braço) | FFF 2: Girls Night Out                   | 14/07/2007 | 1     | 2:14  | Compton, California             | |
| Vitória | 5-0      | Ginele Marquez    | Finalização (mata leão)      | Tuff-N-Uff 2                             | 14/04/2007 | 3     | 1:58  | Las Vegas, Nevada               | |
| Vitória | 4-0      | Shonie Plagmann   | Nocaute (soco)               | X-1: Extreme Fighting 2                  | 17/03/2007 | 2     | 0:10  | Honolulu, Havaí                 | |
| Vitória | 3-0      | Angela Hayes      | Nocaute Técnico (socos)      | Kick Enterprises                         | 10/03/2007 | 1     | 1:02  | Fort Myers, Flórida             | |
| Vitória | 2-0      | Brittany Pullen   | Nocaute (soco)               | FFF 1: Asian Invasion                    | 17/02/2007 | 1     | 0:16  | Los Angeles, California         | |
| Vitória | 1-0      | Brittany Pullen   | Nocaute (socos)              | IFC: Warriors Challenge 21               | 13/05/2006 | 2     | 1:56  | Condado de Tuolumne, Califórnia | |

## Cartel no TUF
| Res.    | Cartel | Oponente          | Método                   | Evento                                          | Data       | Round | Tempo | Local             | Notas            |
| ------- | ------ | ----------------- | ------------------------ | ----------------------------------------------- | ---------- | ----- | ----- | ----------------- | ---------------- |
| Derrota | 0-1    | Raquel Pennington | Finalização (guilhotina) | The Ultimate Fighter: Team Rousey vs. Team Tate | 04/09/2013 | 2     |       | Las Vegas, Nevada | Luta Preliminar. |